# Флорес, Венансио
Венансио Флорес Барриос (18 мая 1808 — 19 февраля 1868) — уругвайский государственный и политический деятель, генерал, Президент Уругвая с 1854 по 1855 год и временный президент Уругвая с 1865 по 1868 год.

## Предпосылки и ранняя карьера
В 1839 году был назначен главой департамента Сан-Хосе. Участвовал в Гражданской войне в Уругвае против Мануэля Орибе и его аргентинских покровителей. После окончания гражданской войны стал ведущей фигурой в партии Колорадо. С 26 сентября 1853 года один из трёх руководителей Временного правительства — наряду с Хосе Фруктуосо Ривера (до 22 октября 1853 года) и Хуаном Антонио Лавальеха (до 13 января 1854 года).

## Первый срок на посту президента Уругвая
Занимал пост президента Уругвая и оставался у власти до Революции консерваторов 1855 года, после чего был отстранён от должности и переехал в Аргентину.

## Роль в гражданской войне
В 1863 году он начал восстание против президента Бернардо Берро, что привело к гражданской войне в Уругвае. С аргентинской и бразильской помощью в феврале 1865 года он взял Монтевидео.

## Второй срок на посту президента Уругвая
С февраля 1865 года фактически управляет государством в должности «временный губернатор» в течение 3 лет. Несмотря на авторитарный стиль взятия власти, Флорес имел репутацию прогрессивного и демократического лидера, как и другие партийные деятели Колорадо XIX и XX века. Во время своего правления Флорес способствовал объединению Бразилии, Аргентины и Уругвая в союз, который выиграл Парагвайскую войну. Во время правления Флореса была установлена телеграфная связь между Уругваем и Буэнос-Айресом, начато строительство железнодорожных линий. Принят Гражданский и Торговый кодекс.
Правление Флореса завершилось 15 февраля 1868 года.

## Убийство
Через четыре дня после ухода с поста президента он был убит группой неизвестных лиц. Убийцы Флореса формально не найдены. Фоном для его убийства стала прерывистая уругвайская гражданская война, которая продолжалась на протяжении большей части XIX века между Колорадо и Бланко.

## Наследие
Департамент Флорес, родом из которого был сам Флорес, назван в его честь Максимо Сантосом.
В более широком смысле его правление основало тенденцию, которая присутствует в политике большинства президентов Уругвая — смесь либерализма, демократии и прогрессивизма с авторитарным стилем правления и подавлением оппозиционных движений. В этом смысле, безусловно, Флорес был лучшим.